# Aqua regia
Aqua regia è un singolo del gruppo musicale britannico Sleep Token, pubblicato il 20 gennaio 2023 come quarto estratto dal terzo album in studio Take Me Back to Eden.

## Descrizione
Uscito ad appena un giorno di distanza dal precedente Granite, il brano è una ballata pop caratterizzato da una base prettamente elettronica su cui si appoggia una melodia costante di pianoforte dai riff di ispirazione jazz.

## Tracce
Testi e musiche di Leo George Faulkner e Adam Paul Pedder.
1. Aqua regia – 3:56

## Formazione
Hanno partecipato alle registrazioni, secondo quanto riportato dall'etichetta:
Gruppo
- Vessel 1 – voce, chitarra, basso, tastiera, sintetizzatore
- Vessel 2 – batteria

Produzione
- Carl Brown – produzione, registrazione
- Vessel 1 – produzione